# Columbia: an Epic Poem on the Late Civil War between the Northern and Southern States of North America

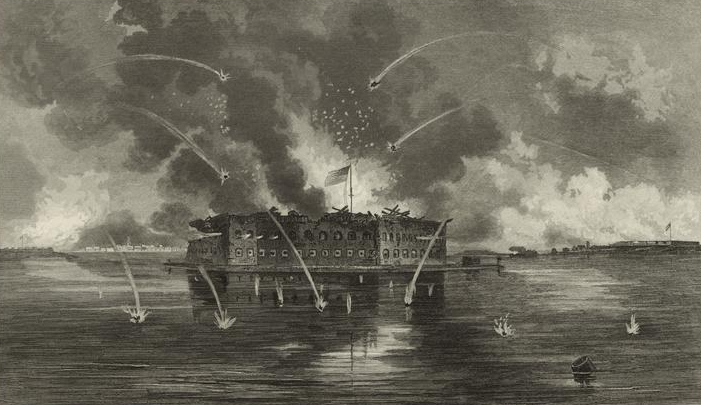
Atak na Fort Sumter był bezpośrednią przyczyną wojny secesyjnej

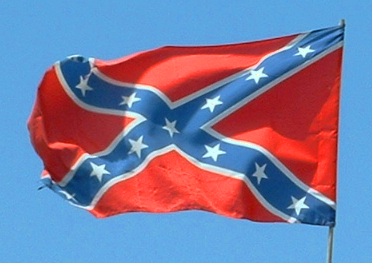
Sztandar bojowy wojsk Konfederacji

Columbia: an Epic Poem on the Late Civil War between the Northern and Southern States of North America – poemat amerykańskiego poety Franka C. Algertona, opublikowany w Bostonie w 1893 nakładem oficyny Press of Rockwell and Churchill. Utwór jest jednym z wielu utworów literackich opowiadających o wojnie secesyjnej. Został zadedykowany Wielkiej Armii Republiki (Dedicated to the Grand Army of the Republic). Składa się z Preludium (Prelude) i ośmiu ksiąg zatytułowanych Convention, Abraham Lincoln and his Cabinet, The Bombardment and Fall of Fort Sumter, Columbia and the Catalogue of the Northern Army, Slavonia and the catalogue of the Southern Armies, The Declaration of War, Battle of Manassas i The Battle of the States. Każda księga jest poprzedzona Argumentem (streszczeniem). Utwór został napisany wierszem rymowanym (dystychem bohaterskim).
Columbia'a wrongs and fierce Slavonia's hate, 

Dire causes of the war, O Muse, relate; 

That war, which to the distant, spirit world, 

The shades of mighty men untimely hurled; 

With all thine inspiration theme this song, 

Broad as this land and to endure as long; 

On wheels of light let it forever roll, 

Uplifting man and nourishing his soul.